# Peter T. Leeson
Peter T. Leeson, född 29 juli 1979, är en amerikansk nationalekonom. Han är mest känd för sina studier av piraters organisationsstrukturer och ekonomiska incitament. Leeson utkom 2008 med boken The Invisible Hook på ämnet.
Leeson avlade doktorsexamen vid George Mason University 2005 och har även varit gästforskare vid London School of Economics och Harvard University. Sedan 2007 är Leeson lärare vid George Mason University och sedan 2009 gästlärare vid Becker Center vid University of Chicago.
Leeson tillhör den österrikiska skolan inom nationalekonomin. Han är nordamerikansk redaktör för tidskriften Public Choice och medarbetare i redaktionerna för tidskrifterna Journal of Private Enterprise och Review of Austrian Economics. Därtill är han även medarbetare vid bl.a. Mercatus Center vid George Mason University, Virginia Institute for Public Policy och Independent Institute. 